# 马托格罗索
马托格罗索是巴西帕拉伊巴州的一个市镇。总面积83.521平方公里，总人口2589人，人口密度31人/平方公里。